# Heiter bis wolkig
Heiter bis wolkig es una película alemana de 2012 dirigida por Marco Petry y encuadrada en el género de la tragicomedia. La película cuenta con guion de Axel Staeck y trata la historia del joven cocinero Tim (Max Riemelt), de cómo se hace pasar por enfermo terminal para conocer a Marie (Anna Fischer) y de lo que sucede cuando conoce a la hermana de ella, Edda (Jessica Schwarz), que realmente sufre cáncer y a la que solo le quedan unos meses de vida. 
La producción de la película fue llevada a cabo por Film1 Produktion, en coproducción con SevenPictures Film y Constantin Film, y su rodaje se realizó entre agosto y septiembre de 2011 en la ciudad de Colonia y sus alrededores. Los papeles principales están protagonizados por Max Riemelt, Anna Fischer, Jessica Schwarz y Elyas M’Barek. La presentación tuvo lugar el 21 de agosto de 2012 en el Cinedom de Colonia y posteriormente se estrenó para el público el 6 de septiembre de 2012 y recibió críticas mayoritariamente positivas. La agencia alemana de valoración de películas y medios (Deutsche Film- und Medienbewertung) otorgó a Heiter bis wolkig la categoría "besonders wertvoll" (especialmente valiosa). El tema musical «Gesucht und Gefunden» fue compuesto e interpretado por Söhne Mannheims en exclusiva para la película.

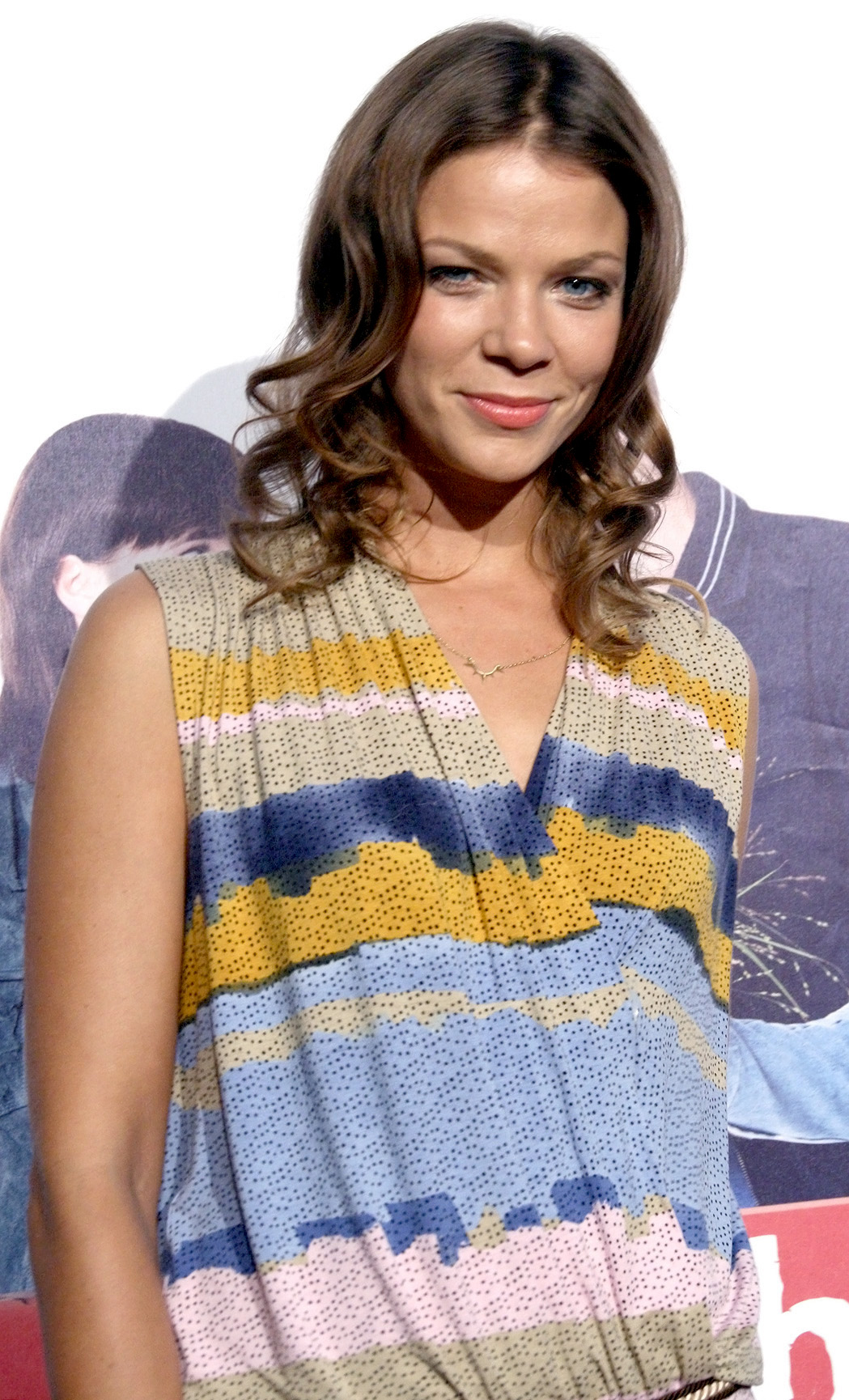
Jessica Schwarz en el estreno en Austria de Heiter bis wolkig